# Oikofobia
Oikofobia (dal greco: oïkos, casa, abitazione + phobos, 'fobia' 'paura'; correlato alla domatofobia e all'ecofobia) è un'avversione per l'ambiente domestico o una paura anormale (fobia) della propria casa.
In psichiatria, il termine è anche usato in modo più restrittivo per indicare una fobia del contenuto di una casa: "paura di elettrodomestici, utensili, vasche da bagno, prodotti chimici per la casa e altri oggetti comuni in casa". Al contrario, la domatofobia si riferisce specificamente alla paura di una casa stessa.
Il termine è stato utilizzato anche in contesti politici per riferirsi criticamente a ideologie che paiono ripudiare la propria cultura e lodare quella altrui. Uno di questi usi importanti è stato quello di Roger Scruton nel suo libro del 2004 England and the Need for Nations.
Nel 1808, il poeta e saggista Robert Southey usò la parola per descrivere il desiderio (in particolare degli inglesi) di lasciare la casa e viaggiare. L'uso di Southey come sinonimo di voglia di viaggiare è stato ripreso da altri scrittori del XIX secolo.

## In psichiatria
Nell'uso psichiatrico, l'oikofobia può riferirsi in modo restrittivo alla paura dello spazio fisico dell'interno della casa, dove è particolarmente legata alla paura degli elettrodomestici, dei bagni, delle apparecchiature elettriche e di altri aspetti della casa percepiti come potenzialmente pericolosi. In questo contesto psichiatrico, il termine è propriamente applicato alla paura degli oggetti all'interno della casa, mentre la paura della casa stessa è indicata come domatofobia.
Nell'era del secondo dopoguerra, alcuni commentatori usarono il termine per riferirsi a una presunta "paura e disgusto per i lavori domestici "vissuta dalle donne che lavoravano fuori casa e che erano attratte da uno stile di vita consumistico".

## Uso politico
Nel suo libro del 2004 England and the Need for Nations, il filosofo britannico Roger Scruton ha adattato la parola per significare "il ripudio dell'eredità e della casa". Sostiene che si tratta di "uno stadio attraverso il quale normalmente passa la mente adolescenziale", ma che è una caratteristica di alcuni impulsi e ideologie politiche, tipicamente di sinistra, che sposano la xenofilia, cioè la preferenza per le culture straniere.

Scruton usa il termine come antitesi della xenofobia. Nel suo libro, Roger Scruton: Philosopher on Dover Beach, Mark Dooley descrive l'oikofobia come incentrata all'interno dell'establishment accademico occidentale su "sia la cultura comune dell'Occidente, sia il vecchio curriculum educativo che cercava di trasmetterne i valori umani". Questa disposizione è nata, ad esempio, dagli scritti di Jacques Derrida e dell '"assalto alla società 'borghese' sfociato in un'anticultura' che mirava direttamente alle cose consacre e sacre, condannando e ripudiandoli come oppressivi e dominati dal potere".
 Un'estrema avversione per il sacro e l'ostacolo della connessione del sacro con la cultura occidentale sono descritti come il motivo di fondo dell'oikofobia; e non la sostituzione del sistema giudaico-cristiano con un altro coerente sistema di credenze. Il paradosso dell'oikophobe sembra essere che qualsiasi opposizione diretta alla tradizione teologica e culturale dell'Occidente sia da incoraggiare anche se è "significativamente più parrocchiale, esclusivista, patriarcale ed etnocentrica". Ma descrive "una forma cronica di oikofobia [che] si è diffusa nelle università americane, sotto forma di correttezza politica".
L'uso di Scruton è stato ripreso da alcuni commentatori politici statunitensi per riferirsi a ciò che vedono come un rifiuto della cultura tradizionale statunitense da parte dell'élite liberale. Nell'agosto 2010 James Taranto ha scritto una colonna sul Wall Street Journal intitolata "Oikofobia: perché l'élite liberale trova gli americani rivoltanti", in cui critica i sostenitori del centro islamico proposto a New York come oikofobi che difendevano i musulmani e miravano a "sfruttare l'atrocità dell'11 settembre".
Nei Paesi Bassi, il termine oikophobia è stato adottato dal politico e scrittore Thierry Baudet, che descrive nel suo libro Oikophobia: The Fear of Home.

## L'uso di Southey
Nelle sue Lettere dall'Inghilterra (1808), Robert Southey descrive l'oikofobia come un prodotto di "un certo stato di civiltà o di lusso". riferendosi all'abitudine dei ricchi di visitare le località termali e le località balneari nei mesi estivi. Cita anche la moda per i viaggi pittoreschi in paesaggi selvaggi, come gli altopiani della Scozia.

Il legame di Southey tra l'oikofobia e la ricchezza e la ricerca di nuove esperienze è stato ripreso da altri scrittori e citato nei dizionari. Uno scrittore nel 1829 pubblicò un saggio sulla sua esperienza assistendo alle conseguenze della battaglia di Waterloo, dicendo:
 Nel 1959, l'autore anglo-egiziano Bothaina Abd el-Hamid Mohamed usò il concetto di Southey nel suo libro Oikophobia: o, Una mania letteraria per l'educazione attraverso i viaggi.